# Petsofás
Petsofás (en grec, Πετσοφάς) és una muntanya d'uns 215 m i un jaciment arqueològic de Grècia situat a l'illa de Creta, en la unitat perifèrica de Lassithi, al municipi de Sitia i prop de Palékastro, on també hi ha un altre important jaciment.
En aquest jaciment arqueològic s'han trobat restes d'un santuari minoic de muntanya que estava en ús entre els períodes minoic mitjà I i minoic tardà I. Es componia d'un vestíbul i d'una sala principal rectangular on hi havia bancs correguts. Les troballes inclouen nombrosos objectes rituals de ceràmica, figuretes de terracota, tant masculines com femenines i d'animals (inclosos escarabeus), recipients, grans i espases de coure. Es creu que era el lloc de culte dels residents de l'assentament minoic de Palékastro.